# Vendlincourt
Vendlincourt és un municipi del cantó del Jura, situat al districte de Porrentruy.